# Citrus
Cítrus (znanstveno ime Citrus) je najbolj razširjen rod agrumov iz družine rutičevk (Rutaceae). 

## Klasifikacija
Do nedavnega je rod Citrus zajemal 11 vrst, pred kratkim pa so strokovnjaki določili, da so izvirni citrusi le trije: mandarina, pomelo in citrona. 
Med križane citruse so všteli vse ostale vrste: pomaranča, limona, grenivka, klementina, bergamot, kinoto, kombava in limeta. Ta klasifikacija sicer ni še splošno sprejeta, a že sedaj veliko večino citrusov strokovno zapisujejo z vmesnim znakom križca ali enostavno z »x«, kar pomeni, da gre za križanje, torej hibrid. Čeprav se lahko zdi čudno, da sta tako vsesplošno znana sadeža, kot sta pomaranča ali limona, le hibrida, ne moremo prezreti osnovnih podatkov o njunem izvoru in gojenju. Strokovno ju je treba prišteti med umetno pridobljene rastline.
Čeprav je rod citrusov sedaj sestavljen samo iz treh vrst, poznamo med agrumi veliko število naravnih odstopanj in nepravilnosti, bodisi v cvetju, bodisi predvsem v sadežih, zaradi česar se dajo dobiti širom po svetu zelo raznoliki primerki. Razen tega so agronomi razvili nešteto hibridov, ki večkrat nimajo stalnih in ponovljivih lastnosti, zato so nekatere vrste na trgu le za določeno dobo. To povzroča težave pri klasifikaciji citrusov. Omeniti je treba tudi dedne spremembe, ki so pri citrusih zelo pogoste. Gre za mutacijo v poganjkih, ki se včasih pojavi iz neznanih razlogov. Na veji se rodi poganjek, iz katerega zraste veja z nekoliko drugačnimi lastnostmi od ostalega drevesa. Če se ta vejica uporabi kot potaknjenec, zraste drevo s temi lastnostmi. Velikokrat so nove lastnosti nezaželene, zato se spremembe ne želi ohranjati in se mutirana vejica enostavno odstrani. Včasih je pa sprememba toliko zanimiva, da jo agronomi gojijo dalje in tako dobijo novo sorto.

## Zemljepisna razširjenost
Kakor ostali agrumi, izhajajo citrusi iz jugovzhodne Azije. Danes je največ samoniklih rastlin še v Indiji. V starih časih so gojili te rastline predvsem za pridobivanje dišečih olj, pozneje (nekako pred 2000 leti) so začeli uživati tudi sadeže. Danes se citrusi gojijo povsod v subtropskem pasu, kjer je dovolj sonca in vlage ter temperatura ne pade pod ničlo. Kjer je podnebje posebno ugodno, citrusi lahko obrodijo dvakrat ali celo trikrat letno, a pri načrtovanem izkoriščanju skušajo agronomi to preprečiti, da ne pride do premajhnih plodov. Največ nasadov je v Sredozemlju, na Srednjem Vzhodu, v Braziliji, na Floridi in Kaliforniji, na Karibih, v južni Afriki, v Avstraliji ter seveda v jugovzhodni Aziji.

## Opis
Citrusi so zimzelena drevesa, ki lahko dosežejo tudi 15 metrov višine, zelo prijetnega videza, zaradi česar jih včasih gojijo v okrasne namene. Vendar je velika večina dreves izkoriščana za pridobivanje sadežev. V ta namen se rastline načrtno križajo s cepljenjem, kar je pri družini rutičevk normalen postopek, saj nekatere vrste niso uporabne brez cepljenja, spet druge so pa koristne samo kot podlage.
Cvetovi so beli in izredno dišeči. V južni Italiji je pomarančni cvet tako priljubljen, da je sama beseda sopomenka za poroko. Iz bergamota še danes pridobivajo razne vrste parfumov in ponekod v Italiji je ta industrija zaščitena z evropskim patentom.
Plodovi so sočni in dišeči. Vsebujejo veliko citronske kisline in vitamina C. Zanimive so nekatere teorije o različnem obarvanju raznih citrusov. Nekateri izvedenci trdijo, da se barva plodov ne razvije, če rastlina ni doživela dovolj hladne zime, to je temperatur blizu ničle. Pretopla zima naj bi povzročala zelene limone in pomaranče.